# Dimitris Sgouros
Dimitris Sgouros (griechisch Δημήτρης Σγούρος; * 30. August 1969 in Athen) ist ein griechischer Pianist.
Sgouros begann mit sechs Jahren Klavier zu spielen und gab im Alter von sieben Jahren sein erstes Konzert. Mit zwölf Jahren absolvierte er ein Studium am Athener Konservatorium für Musik mit Abschlüssen als Pianist und als Klavierlehrer.
Im Jahre 1982 spielte er im Alter von nur zwölf Jahren Rachmaninows 3. Klavierkonzert in der Carnegie Hall in New York. Seitdem hat er weltweit zahlreiche Konzerte gegeben.